# 奝然
奝然（ちょうねん、天慶元年1月24日（938年2月25日） - 長和5年3月16日（1016年4月25日））は、平安時代中期の東大寺の三論宗の僧。法済大師とも号される。

## 生涯

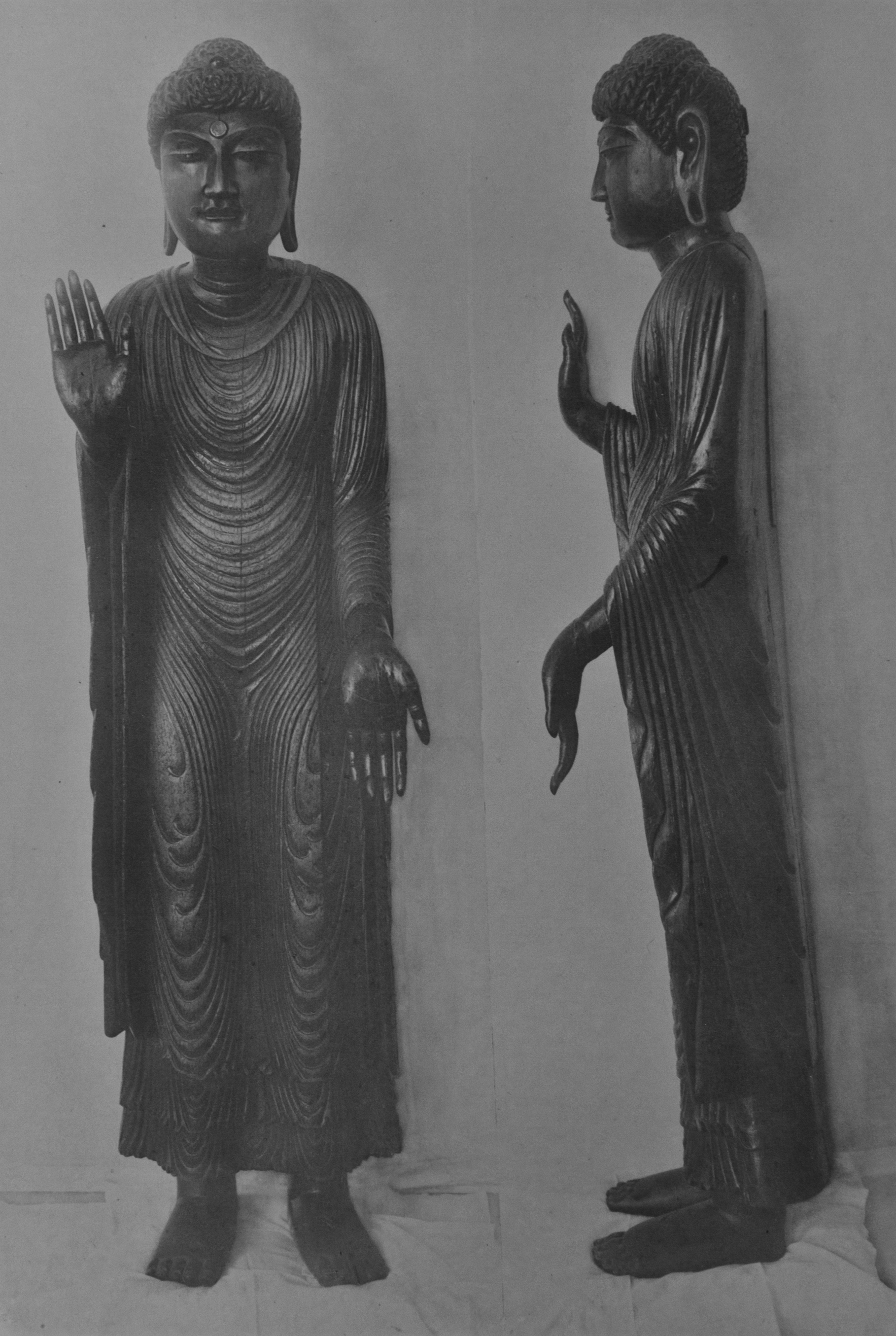
清凉寺木造釈迦如来立像

1954年に清凉寺木造釈迦如来立像の胎内より発見された「義蔵奝然結縁手印状」によれば俗姓は秦氏。しかしながら、宋では五位藤原真連の子を称している。その手印状及び同じ像に納入の紙片により天慶元年1月24日（938年2月25日）に誕生したとわかる。長じて、父母を離れ東大寺に出家し、東大寺の観理に三論教学を、近江国石山寺の元杲に真言密教を学び、天徳3年5月18日（959年6月26日）に寛静について受戒した。そして、天禄3年閏2月3日（972年3月20日）、先の手印状を義蔵と作成して、「同心合力」し愛宕山に伽藍を建てることを誓い合った。なお、以下に述べる経歴も主に同じく木造釈迦如来立像納入品である「裔然入宋求法巡礼行並瑞像造立記」の発見によって明らかとなったものである。
早い時期から入宋を志し、永観元年（983年）、宋に渡った。天台山を巡礼した後、汴京（べんけい）を経て五台山を巡礼している。太宗から大師号や新印大蔵経などを賜って日本への帰途についた。途中でインドの優填王（うでんおう）が造立したと言う釈迦如来立像を模刻し、胎内にその由来記などを納めて、寛和2年（986年）に帰国した。翌寛和3年（987年）、請来した釈迦像は京都上品蓮台寺に安置された。同じ年法橋に任じられ、永祚元年（989年）から3年間東大寺別当をつとめた。
奝然が請来した釈迦如来立像は、奝然が宋にわたる前に伽藍の建立を誓った愛宕山麓の地に清凉寺が建立され、奝然の没後に完成してそこに安置された。
奝然が宋の太宗に献上した『王年代紀』が『宋史』日本伝に収録されている。また『新唐書』日本伝も、史料名は示されていないが『王年代紀』を参照したと考えられている。

## 著作
- 『奝然在唐記』

## 刊行文献
- 『論集 日宋交流期の東大寺　奝然上人一千年大遠忌にちなんで』
- 東大寺「ザ・グレイトブッダ・シンポジウム 第15号」法蔵館、2017年12月